# Fuksija
Fuksija (lat. Fuchsia), rod od stotinjak vrsta grmlja i drveća iz porodice vrbolikovki (Onagraceae), rasprostranjenog po Srednjoj i Južnoj Americi i Novom Zelandu.
Rod je opisan u Species Plantarum 2: 1191. 1753.

## Vrste
1. Fuchsia abrupta I. M. Johnst.
2. Fuchsia alpestris Gardner
3. Fuchsia ampliata Benth.
4. Fuchsia andrei I. M. Johnst.
5. Fuchsia apetala Ruiz & Pav.
6. Fuchsia aquaviridis P. E. Berry
7. Fuchsia austromontana I. M. Johnst.
8. Fuchsia ayavacensis Kunth
9. Fuchsia boliviana Carrière
10. Fuchsia bracelinae Munz
11. Fuchsia brevilobis P. E. Berry
12. Fuchsia campii P. E. Berry
13. Fuchsia campos-portoi Pilg. & G. K. Schulze
14. Fuchsia canescens Benth.
15. Fuchsia caucana P. E. Berry
16. Fuchsia ceracea P. E. Berry
17. Fuchsia cestroides Schulze-Menz
18. Fuchsia chloroloba I. M. Johnst.
19. Fuchsia cinerea P. E. Berry
20. Fuchsia coccinea Sol. ex Aiton
21. Fuchsia cochabambana P. E. Berry
22. Fuchsia confertifolia Fielding & Gardner
23. Fuchsia coraceifolia P. E. Berry
24. Fuchsia corollata Benth.
25. Fuchsia corymbiflora Ruiz & Pav.
26. Fuchsia crassistipula P. E. Berry
27. Fuchsia cuatrecasasii Munz
28. Fuchsia cyrtandroides J. W. Moore
29. Fuchsia decidua Standl.
30. Fuchsia decussata Ruiz & Pav.
31. Fuchsia denticulata Ruiz & Pav.
32. Fuchsia dependens Hook.
33. Fuchsia encliandra (Zucc.) Steud.
34. Fuchsia excorticata (J. R. Forst. & G. Forst.) L. fil.
35. Fuchsia ferreyrae P. E. Berry
36. Fuchsia fontinalis J. F. Macbr.
37. Fuchsia fulgens Moc. & Sessé ex DC.
38. Fuchsia furfuracea I. M. Johnst.
39. Fuchsia garleppiana Kuntze & Wittm.
40. Fuchsia gehrigeri Munz
41. Fuchsia glaberrima I. M. Johnst.
42. Fuchsia glazioviana Taub.
43. Fuchsia harlingii Munz
44. Fuchsia hartwegii Benth.
45. Fuchsia hatschbachii P. E. Berry
46. Fuchsia hirtella Kunth
47. Fuchsia huanucoensis P. E. Berry
48. Fuchsia hypoleuca I. M. Johnst.
49. Fuchsia inflata Schulze-Menz
50. Fuchsia insignis Hemsl.
51. Fuchsia jimenezii Breedlove, P. E. Berry & P. H. Raven
52. Fuchsia juntasensis Kuntze
53. Fuchsia lehmannii Munz
54. Fuchsia llewelynii J. F. Macbr.
55. Fuchsia loxensis Kunth
56. Fuchsia lycioides Andr.
57. Fuchsia macropetala C. Presl
58. Fuchsia macrophylla I. M. Johnst.
59. Fuchsia macrostigma Benth.
60. Fuchsia magdalenae Munz
61. Fuchsia magellanica Lam.
62. Fuchsia mathewsii J. F. Macbr.
63. Fuchsia membranacea Hemsl.
64. Fuchsia mezae P. E. Berry & Hermsen
65. Fuchsia microphylla Kunth
66. Fuchsia minutiflora Hemsl.
67. Fuchsia nana P. E. Berry
68. Fuchsia nigricans Linden
69. Fuchsia obconica Breedlove
70. Fuchsia orientalis P. E. Berry
71. Fuchsia ovalis Ruiz & Pav.
72. Fuchsia pachyrrhiza P. E. Berry & B. A. Stein
73. Fuchsia pallescens Diels
74. Fuchsia paniculata Lindl.
75. Fuchsia parviflora Lindl.
76. Fuchsia perscandens Cockayne & Allan
77. Fuchsia petiolaris Kunth
78. Fuchsia pilaloensis P. E. Berry
79. Fuchsia pilosa Fielding & Gardner
80. Fuchsia polyantha Killip ex Munz
81. Fuchsia pringsheimii Urb.
82. Fuchsia procumbens R. Cunn.
83. Fuchsia putumayensis Munz
84. Fuchsia ravenii Breedlove
85. Fuchsia regia (Vand. ex Vell.) Munz
86. Fuchsia rivularis J. F. Macbr.
87. Fuchsia salicifolia Hemsl.
88. Fuchsia sanctae-rosae Kuntze
89. Fuchsia sanmartina P. E. Berry
90. Fuchsia scabriuscula Benth.
91. Fuchsia scherffiana André
92. Fuchsia sessilifolia Benth.
93. Fuchsia simplicicaulis Ruiz & Pav.
94. Fuchsia splendens Zucc.
95. Fuchsia steyermarkii P. E. Berry
96. Fuchsia summa P. E. Berry
97. Fuchsia sylvatica Benth.
98. Fuchsia thymifolia Kunth
99. Fuchsia tillettiana Munz
100. Fuchsia tincta I. M. Johnst.
101. Fuchsia triphylla L.
102. Fuchsia tunariensis Kuntze
103. Fuchsia vargasiana Munz ex Vargas
104. Fuchsia venusta Kunth
105. Fuchsia verrucosa Hartw. ex Benth.
106. Fuchsia vulcanica André
107. Fuchsia wurdackii Munz
108. Fuchsia ×bacillaris Lindl.
109. Fuchsia ×colensoi Hook. fil.

## Sinonimi
- Brebissonia Spach; Ann. Sci. Nat. Ser. II. 4: 175 (1835)
- Dorvalla Comm. ex Lam.; Encyc. 2: 565 (1786)
- Ellobium Lilja.; Linnaea 15: 262 (1841)
- Encliandra Zucc.; Abh. Akad. Münch. 2: 335 (1837)
- Hemifuchsia Herrera; Rev. Mus. Nac. Lima 5: 277 (1936)
- Kierschlegeria Spach; Ann. Sci. Nat. Ser. II. 4: 176 (1835)
- Lyciopsis Spach; Ann. Sci. Nat. Ser. II. 4: 176 (1835)
- Myrinia Lilja; Fl. Sverig. Suppl. 1: 25 (1840)
- Nahusia Schneev.; Ic. 21 (1793)
- Quelusia Vand.; Fl. Lusit. 23, t. 10, f. 10 (1788), et Roem. Script. Hisp. Lusit. 101 (1796)
- Schufia Spach; Ann. Sci. Nat. Ser. II. 4: 177 (1835)
- Skinnera J.R.Forst. & G.Forst.; Char. Gen. Pl., ed. 1: 29 (1775)
- Spachia Lilja; Traedgardtidning (1840) 62, ex Linnaea. 15: 262 (1841)
- Tilco Adans.; Fam. Ii. 498 (1763)